# Келенфельд-вашуталломаш (станція метро)
Келенфельд-вашуталломаш (угор. Kelenföld vasútállomás) — кінцева станція на лінії М4 Будапештського метрополітену.
Станція відкрита 28 березня 2014 року. Розташована під площею Етеле поруч з автовокзалом і залізничною станцією Келенфельд. Станція має велике транспортне значення, формуючи транспортно-пересадний вузол з станцією метро, лініями наземного транспорту, автовокзалом і залізничною станцією Келенфельд.
Станція обладнана 4 ескалаторами, двома ліфтами та має один вихід в місто.

## Пересадки
- Автобуси: 8E, 40, 40B, 40E, 53, 58, 87, 88, 88A, 88B, 101B, 101E, 103, 108E, 141, 150, 153, 154, 172, 173, 187, 188, 188E, 250, 250B, 251, 251A, 272, 901, 907, 918;
- Трамвай: 1, 19, 49.